# Лобу, Франсишку Родригеш
Франси́шку Родри́геш Ло́бу (порт. Francisco Rodrigues Lobo; 1580, Лейрия — 4 ноября 1621, Лиссабон) — португальский писатель

 и поэт эпохи барокко. Один из ведущих писателей Португалии XVII века, внёсший большой вклад в развитие барокко на Пиренейском полуострове.

## Биография
Родился в богатой семье новых христиан.
Изучал право в Коимбрском университете. Около 1600 года получил степень лицензиата. Был юристом, обладая независимым состоянием, всю жизнь провёл в родном городке Лейрия. Служил у герцога Вила-Реала, вероятно, будучи учителем его сыновей. Время от времени посещал Лиссабон. Утонул в 1621 году во время речной поездки в Лиссабон.

## Творчество
Ф. Р. Лобу обратил внимание уже своими юношескими произведениями. Хотя его первая книга, небольшой том стихов («Романсы», Romances, Коимбра, 1596), и его последняя, книга поэзии «Добро пожаловать к королю Филиппу III» (1623), написаны на испанском языке, свои эклоги и прозаические пасторали сочинял исключительно на португальском языке и, таким образом, оказал редкую услугу своей стране в то время, когда благодаря правящей династии Габсбургов кастильский язык был языком, предпочитаемым «вежливым обществом» и деятелями литературы.
Характерными чертами его прозы являются гармония, чистота и элегантность. Будучи учеником итальянской школы, создавал стихи свободные от подражаний классическим образцам. Роман «Весна» (A Primaviera) выдержал семь переизданий в XVII веке. Сочинения были опубликованы в одном томе в Лиссабоне в 1723 году, издание в четырёх томах появилось там же в 1774 году.
Автор буколических произведений, стихов, сонетов, романов. В 1604 году написал один из лучших и обширнейших португальских пасторальных романов «Весна», в 1608 году был издан наиболее прославивший его сборник стихов «Пасторальные эклоги» (Eclogae pastoris), затем последовал исторический эпос О Condestabre de Portugal Don Nuño Aloarez Pereira (1610), O Desengaño (1614); и, наконец, пастораль в стихах и прозе Corte na Aldea o Noite de Inverno (1619), считающаяся лучшим его произведением.
Славу ему принесла пасторальная трилогия: «Весна» (1601), «Пастух-странник» (1608), «Разочарованный» (1614). Выдающимся мастером прозы выказал себя Лобу в «Деревенской ассамблее, или Зимних вечерах» (1619), собрании бесед нескольких образованных людей, по примеру «Придворного» Б. Кастильоне обсуждающих, каким должен быть образцовый царедворец. Грациозный и изящный язык Лобу приводил в восторг Сервантеса.